# Roman Dąbrowski
Pour les articles homonymes, voir Dobra.
Roman Dąbrowski, connu sous le nom de Kaan Dobra en Turquie, né le 14 mars 1972 à Głuchołazy, est un footballeur polonais qui évoluait au poste d'attaquant.

## Biographie
Il a été sélectionné à cinq reprises en équipe de Pologne.